# Anastasia Le-Roy
Anastasia Le-Roy (ur. 11 września 1987) – jamajska lekkoatletka specjalizująca się w biegach sprinterskich.

## Osiągnięcia
- 3 medale mistrzostw świata:
  - złoty medal za bieg w eliminacjach sztafety 4 × 400 metrów (Pekin 2015)
  - srebrny medal za bieg w eliminacjach sztafety 4 × 400 metrów (Osaka 2007)
  - brązowy medal w sztafecie 4 × 400 metrów (Doha 2019)
- brązowy medal w sztafecie 4 × 100 metrów oraz 6. miejsce w biegu na 200 metrów podczas mistrzostw świata juniorów (Pekin 2008)
- 2 medale uniwersjady:
  - Shenzhen 2011 – brąz w sztafecie 4 × 100 metrów
  - Kazań 2013 – brąz w biegu na 400 metrów
- 3 medale mistrzostw Ameryki Środkowej i Karaibów:
  - Hawana 2009 – srebro w sztafecie 4 × 400 metrów
  - Mayagüez 2011 – srebro w sztafecie 4 × 100 metrów oraz brąz w biegu na 200 metrów
- złoto w sztafecie 4 × 400 metrów podczas igrzysk Wspólnoty Narodów (Glasgow 2014)
- srebrny medal w sztafecie 4 × 400 metrów podczas igrzysk panamerykańskich (Toronto 2015)
- 2 medale IAAF World Relays:
  - srebro IAAF World Relays w sztafecie 4 × 400 metrów (Nassau 2014)
  - złoto IAAF World Relays za bieg w eliminacjach sztafety 4 × 200 metrów (Nassau 2017)
- złoto (w sztafecie 4 × 400 metrów) oraz dwa srebrna (w biegu na 400 metrów i w sztafecie 4 × 100 metrów) podczas młodzieżowych mistrzostw NACAC (Toluca 2008)
- 4. miejsce na igrzyskach panamerykańskich w sztafecie 4 × 400 metrów (Rio de Janeiro 2007)
- liczne medale mistrzostw Ameryki Środkowej i Karaibów juniorów oraz mistrzostw panamerykańskich juniorów

## Rekordy życiowe
- bieg na 100 metrów – 11,41 (2007) / 11,27w (2009)
- bieg na 200 metrów – 22,85 (2016)
- bieg na 400 metrów – 50,57 (2018)